# Macedonio Fernández
Macedonio Fernández (Buenos Aires, 1 de junio de 1874-ibidem, 10 de febrero de 1952) fue un escritor, abogado y filósofo argentino, célebre por su novela experimental Museo de la Novela de la Eterna, publicada póstumamente en 1967, ejerció gran influencia sobre la literatura argentina posterior, especialmente en Jorge Luis Borges, Julio Cortázar y Ricardo Piglia.

## Biografía
Macedonio Fernández nació el 1 de junio de 1874 en Buenos Aires, Argentina. Fue hijo de Macedonio Fernández, abogado, estanciero y militar, y de Rosa del Mazo Aguilar Ramos. En 1887 cursó sus estudios en el Colegio Nacional Central (hoy Colegio Nacional de Buenos Aires).
Durante 1891 y 1892, Fernández publicó en diversos periódicos relatos, y una serie de páginas costumbristas incluidas más tarde en Papeles antiguos, el primer volumen de sus Obras completas. Asimismo, durante esos años publicó crónicas para el periódico El Progreso, y estudió Derecho y Ciencias Sociales en la Universidad de Buenos Aires, donde fue compañero y amigo de Jorge Guillermo Borges —quien sería el padre de Jorge Luis Borges—.
En 1897 la Facultad de Derecho de la Universidad de Buenos Aires le otorgó el título de doctor en jurisprudencia por una tesis titulada De las personas, que aún a día de hoy permanece inédita. Asimismo, publicó relatos en La Montaña, el diario socialista dirigido por Leopoldo Lugones y José Ingenieros. En 1898 recibió su diploma de abogado y, en 1901, contrajo matrimonio con Elena de Obieta, con quien tuvo cuatro hijos (Macedonio, Adolfo, Jorge y Elena Fernández).
Publica en 1904 algunos poemas en la revista Martín Fierro (que no hay que confundir con la revista vanguardista del mismo nombre publicada durante los años 20 y en la que tendrá un papel muy activo). En 1907 publica un trabajo sobre psicología titulado "Ensayo de una nueva teoría de la psiquis" en el que opone al enfoque fisiológico y positivista de esta disciplina (sostenido en aquel momento en Argentina por José Ingenieros), un enfoque puramente psicológico o espiritual. Al menos un testimonio escrito indica que en esa misma época Macedonio Fernández aspiraba a la obtención de un puesto en la enseñanza, probablemente en psicología o en filosofía, tal vez similar al que ejercía su amigo Jorge Guillermo Borges, profesor de psicología en el Instituto de Lenguas Vivas en ese entonces. Es en ese artículo que Macedonio Fernández hace público, con evidente orgullo, un intercambio epistolar con su admirado William James. En 1910 obtiene el cargo de fiscal en el Juzgado Letrado de la ciudad de Posadas, en la provincia de Misiones, que desempeña durante algunos años.
En 1920 muere su esposa. Los hijos quedan al cuidado de abuelos y tías. Abandona la profesión de abogado. Cuando Jorge Luis Borges vuelve de Europa en 1921 redescubre a Macedonio, con quien comienza una prolongada amistad. Borges, hacia 1960, dicta -ya ciego- un breve y sustancioso prólogo para una antología de Macedonio. Allí se nos dice que ninguna persona lo impresionó tanto como él: "Hombre que no se cansaba de ocultar, antes que mostrar, su inteligencia proverbial. Macedonio prefería el tono de consulta modesta antes que el dictamen pontificador. Su tono habitual era el del ánimo perplejo. Lo caracterizaba la veneración de Cervantes, una cierta divinidad, para él. Detestaba todo aparato erudito, que entendía como una manera de eludir el pensamiento personal. De esta manera su actividad mental era incesante. Vivía desinteresado de las críticas ajenas, de confirmaciones o refutaciones exteriores. Con desparpajo y no cuestionada generosidad, atribuía su propia inteligencia a todos los hombres. Poseía la veneración supersticiosa de todo lo argentino. Y ejecutaba, en grado eminente, el arte de la soledad, y de la inacción. Sin hacer absolutamente nada, era capaz de permanecer solo, por horas. Pensar -no escribir- era su devota tarea. Aunque también solía, en la soledad de su pieza, o en la turbulencia de un café, abarrotar cuartillas en caligrafía minuciosa. Empero, no le asignaba valor a su palabra escrita. Dos temores lo atravesaban: el del dolor y el de la muerte". Borges conjetura que para eludir este último postuló la metafísica inexistencia del yo. "En lo que concierne a la literatura, le importaba menos que el pensamiento y la publicación le era más indiferente que la literatura. Así, su vocación fundamental era la contemplativa y la persecución del desciframiento del misterio filosófico del universo".
En 1928 se edita No toda es vigilia la de los ojos abiertos, a instancias de Raúl Scalabrini Ortiz y Leopoldo Marechal. Publica al año siguiente Papeles de Recienvenido. Durante este período, se preocupa por crear expectativas respecto a la posible aparición de la novela Museo de la Novela de la Eterna. En 1938 publica "Novela de Eterna" y la Niña del dolor, la "Dulce-persona" de un amor que no fue sabido, anticipación de Museo de la Novela de la Eterna.
Tres años más tarde publica en Chile Una novela que comienza.
En 1944 se publica una nueva edición de Papeles de Recienvenido. En 1947, Macedonio se instala en la casa de su hijo Adolfo, donde residirá hasta su muerte.

## Obras
- No toda es vigilia la de los ojos abiertos. Buenos Aires, Manuel Gleizer, 1928 ISBN 9789500532181.
- Papeles de Recienvenido. Buenos Aires, Cuadernos del Plata, 1929. Corregidor, 2005. (Obras Completas, vol. IV) ISBN 9789500532204.
- Una novela que comienza. Prólogo de Luis Alberto Sánchez. Santiago de Chile, Ercilla, c. 1940, port. 1941.
- Poemas. Prólogo de Natalicio González. México, Guarania, 1953.
- Museo de la Novela de la Eterna. Advertencia de Adolfo de Obieta. Buenos Aires, CEAL, 1967.
- Museo de la Novela de la Eterna / Macedonio Fernández; edición de Fernando Rodríguez Lafuente. Cátedra, 1995.
- No toda es vigilia la de los ojos abiertos y otros escritos. Advertencia de Adolfo de Obieta. Buenos Aires, CEAL, 1967.
- Cuadernos de todo y nada. Buenos Aires, Corregidor, 1972. 2a. ed. 1990. ISBN 9789500532174.
- Teorías. Ordenación y notas de Adolfo de Obieta. Buenos Aires, Corregidor, 1974 (Obras completas, vol. III) ISBN 9789500532198.
- Adriana Buenos Aires; última novela. Ordenación y notas de Adolfo de Obieta. Buenos Aires, Corregidor, 1975. (Obras completas, vol V). ISBN 9789500532167.
- Museo de la Novela de la Eterna; primera novela buena. Ordenación y notas de Adolfo de Obieta. Buenos Aires, Corregidor, 1975. (Obras completas, vol VI) ISBN 9789500537896.
- Epistolario. Ordenación y notas de Alicia Borinsky. Buenos Aires, Corregidor, 1976. (Obras completas, vol. II).
- Relatos, cuentos, poemas y misceláneas. Ordenación y notas de Adolfo de Obieta. Buenos Aires, Corregidor, 2014 (Obras completas, vol VII) ISBN 9789500531955 .

## Referencias culturales

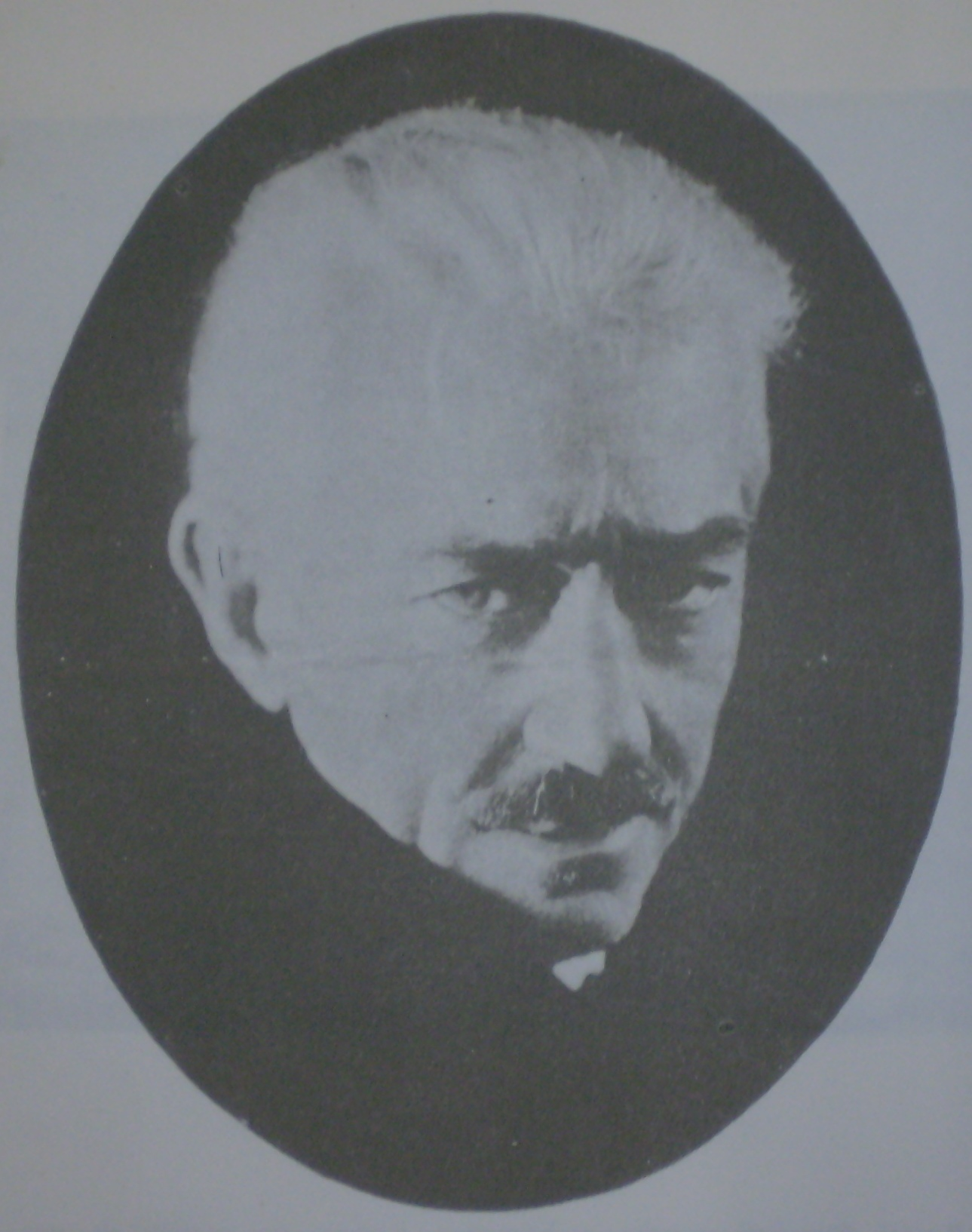
Macedonio Fernández